# Khaga
Khaga è una suddivisione dell'India, classificata come nagar panchayat, di 12.020 abitanti, situata nel distretto di Fatehpur, nello stato federato dell'Uttar Pradesh. In base al numero di abitanti la città rientra nella classe IV (da 10.000 a 19.999 persone).

## Geografia fisica
La città è situata a 25° 46' 60 N e 81° 7' 0 E e ha un'altitudine di 106 m s.l.m..

## Società

### Evoluzione demografica
Al censimento del 2001 la popolazione di Khaga assommava a 12.020 persone, delle quali 6.330 maschi e 5.690 femmine. I bambini di età inferiore o uguale ai sei anni assommavano a 1.776, dei quali 932 maschi e 844 femmine. Infine, coloro che erano in grado di saper almeno leggere e scrivere erano 7.613, dei quali 4.575 maschi e 3.038 femmine.